# Rogowo (gmina w województwie koszalińskim)
Rogowo – dawna gmina wiejska istniejąca w latach 1946–1954 i 1973–1976 w woj. szczecińskim i koszalińskim (dzisiejsze woj. zachodniopomorskie). Siedzibą władz gminy był początkowo Białogard (odrębna gmina miejska), a następnie Rogowo.
Gmina Rogowo powstała po II wojnie światowej na terenie tzw. Ziem Odzyskanych (tzw. III okręg administracyjny – Pomorze Zachodnie). 28 czerwca 1946 gmina – jako jednostka administracyjna powiatu białogardzkiego – weszła w skład nowo utworzonego woj. szczecińskiego. 6 lipca 1950 gmina wraz z całym powiatem białogardzkim weszła w skład nowo utworzonego woj. koszalińskiego.
Według stanu z 1 lipca 1952 gmina składała się z 14 gromad: Byszyno, Czarnowęsy, Dębczyno, Kościernica, Lulewice, Lulewiczki, Moczyłki, Nawino, Pękanino, Redlino, Rogowo, Rościno, Ryszczewo i Żelimucha. Gmina została zniesiona 29 września 1954 wraz z reformą wprowadzającą gromady w miejsce gmin.
Jednostkę reaktywowano 1 stycznia 1973 w tymże powiecie i województwie. 1 czerwca 1975 gmina weszła w skład nowo utworzonego (mniejszego) woj. koszalińskiego.
15 stycznia 1976 roku gmina została zniesiona, a jej obszar włączony do gmin:
- Białogard (obszary sołectw: Byszyno, Czarnowęsy, Dębczyno, Góry, Moczyłki, Nawino, Rogowo i Rzyszczewo),
- Połczyn-Zdrój (obszary sołectw: Bolkowo, Łośnica i Ostre Bardo oraz wieś Tychówko),
- Rąbino (obszar wsi Biernów),
- Tychowo (obszar sołectwa Osówko).

Nie mylić z pobliską dawną gminą Rogowo w powiecie łobeskim.